# Periclimenaeus atlanticus
Periclimenaeus atlanticus is een garnalensoort uit de familie van de Palaemonidae. De wetenschappelijke naam van de soort is voor het eerst geldig gepubliceerd in 1901 door Rathbun.